# Лісхоз (Казахстан)
Лісхо́з (каз. Лесхоз) — село у складі Сандиктауського району Акмолинської області Казахстану. Входить до складу Балкашинського сільського округу.
Населення — 431 особа (2021; 501 у 2009, 660 у 1999, 314 у 1989).
Національний склад станом на 1989 рік:
- росіяни — 68 %.

Станом на 1989 рік село називалось Сандиктау, ще раніше — Лісхоз Сандиктауський.